# Myszewko
Myszewko (Duits: Klein Mausdorf) is een plaats in het Poolse district  Nowodworski (Pommeren), woiwodschap Pommeren. De plaats maakt deel uit van de gemeente Nowy Dwór Gdański en telt 320 inwoners.